# 前710年代
| 千纪： | 前1千纪 |
| 世纪： | 前9世纪 \| 前8世纪 \| 前7世纪                                                                              |
| 年代： | 前740年代 \| 前730年代 \| 前720年代 \| 前710年代 \| 前700年代 \| 前690年代 \| 前680年代                    |
| 年份： | 前719年 \| 前718年 \| 前717年 \| 前716年 \| 前715年 \| 前714年 \| 前713年 \| 前712年 \| 前711年 \| 前710年 |

## 重要事件及趋势
- 前719年
  - 周桓王登基。
  - 鄭祭足引軍割溫麥
  - 齊僖公鄭莊公盟於石門
  - 州吁弑卫桓公篡位。
  - 宋国、衞國、蔡国、陈国和鲁国联合攻郑国，围其东门。
  - 衞國石碏设计，使陳桓公捕衛州吁和石碏之子石厚，卫国派人殺之，立衛宣公。

- 前718年
  - 郑庄公派兵进攻卫国，以报复前719年宋卫等国联军围郑东门的战事。卫人以燕师抵抗，郑国军队采用正面迎击加以侧翼偷袭战术获胜。
  - 郑庄公派兵借道邾国进攻宋国，一直攻到宋国都城的外城。

- 前717年
  - 郑国派兵进攻陈国，大胜而归。

- 前715年
  - 羅馬王政時期第二位君主陸馬·龐培留斯登基。

- 前716年
  - 鄭莊公假周王之命與齊國、魯國伐宋，取郜、防二邑

- 前713年
  - 宋殤公命孔父嘉率衛、蔡二軍圍鄭，鄭莊公回師救之。孔父嘉轉攻戴國，鄭滅戴後大破宋、衛、蔡三國聯軍

- 前712年
  - 鄭莊公、齊僖公、魯隱公三國滅許。許莊公奔衛
  - 魯公子翬弒魯隱公立魯桓公允

- 前710年
  - 宋華督弒宋殤公立宋莊公馮，分賂各國

## 出生
- 齊桓公（前715年）
- 前711年一月一日 - 神武天皇，日本第1代天皇

## 逝世
- 卫桓公（前719年）
- 晉鄂侯（前718年）
- 秦文公，秦國君主（前716年）
- 滕侯，滕国国君（前716年）
- 羅慕路斯：羅馬神話中羅馬市的奠基人（前716年）
- 蔡宣侯（前715年）